# Gossersdorf

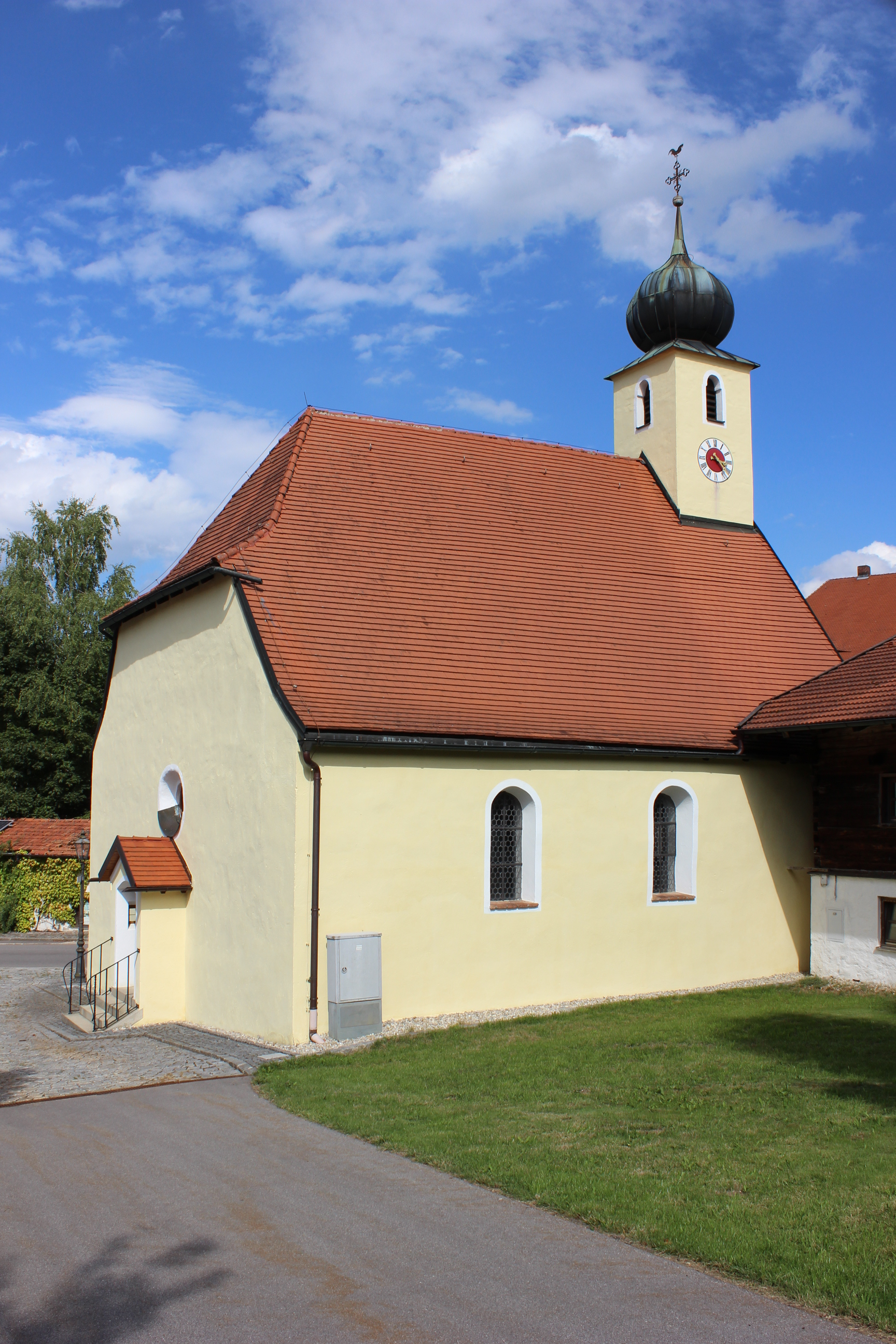
Die Filialkirche St. Stephan

Gossersdorf ist ein Gemeindeteil der Gemeinde Konzell im niederbayerischen Landkreis Straubing-Bogen. Bis 1978 bestand die Gemeinde Gossersdorf.

## Lage
Das Kirchdorf Gossersdorf liegt im Bayerischen Wald etwa zwei Kilometer nordwestlich von Konzell.

## Geschichte
Gossersdorf war bis 1242 Eigentum der Grafen von Bogen. Der Name leitet sich vermutlich her von Gozzo, einem Lehnsmann der Grafen. Aus Gozzentorf (nach Gozzo) wurde Gossentorf, Grossmanndorf und schließlich der heutige Name Gossersdorf. Der alte Adelssitz wurde nach 1311 zur Hofmark. Damit einher ging das Recht der niederen Gerichtsbarkeit. Auch Steuern und Abgaben (Laudemien, Stift, Gilt etc.) waren im Schloss abzuliefern. Dort wurde auch zu Gericht gesessen. Am 5. Oktober 1551 kauften Andreas und Elisabeth Wörner die Hofmark Gossersdorf von Albrecht Notthaft von Wernberg auf Altrandsberg. Deren Sohn Georg Wörner von Birnbrunn auf Gossersdorf baute um 1600 in Gossersdorf eine Weißbierbrauerei.
Am 7. November 1602 verkaufte er die Hofmark und das Bräuhaus an den bayerischen Herzog Maximilian I. Der Bierausstoß nahm enorm zu, bis nach Landshut und ins Vilstal erfolgte die Auslieferung. Braumeister und Bräuknechte benötigten neuen Wohnraum. Der Zubau an mehreren Häusern veränderte und gestaltete den Ort bis heute. Die Leitung des Bräuhauses und der Hofmark oblag seitdem einem Bräuverwalter, der im Schloss wohnte. 1757 erging eine Verordnung der Hofkammer in München, die Brauerei eingehen zu lassen, die Gründe, die zum Schloss gehörten, zu verkaufen, das Hofmarksgericht aufzuheben und die Untertanen dem Pflegegericht Mitterfels einzuverleiben. Ab 1781 waren das Schloss und die Brauerei in der Hand von Pächtern, bis 1775 die Hofmark Gossersdorf zum Verkauf angeboten wurde. Das Kloster Oberalteich erwarb am 25. August 1776 die Hofmark um 14.000 Gulden und die Brauerei um 7.000 Gulden. Franz Anton Rauscher malte 1777 ein Bild von der Übergabe der Hofmark an den Abt Joseph Maria Hiendl. In der Zeit der Klosterherrschaft waren Pröpste eingesetzt, das Schloss erhielt 1793 sein jetziges Aussehen.
Mit der Säkularisation in Bayern fiel Gossersdorf einschließlich der Brauerei wieder an den Staat, der diese sogleich verkaufte. Die Geschichte der Brauerei Gossersdorf endete erst mit dem Tod von Brauereibesitzer Max Brandl am 22. März 1964.
Der Steuerdistrikt Gossersdorf wurde 1808/09 aus den Obmannschaften Kasparzell und Gossersdorf sowie Teilen der Patrimonialgerichte Haid und Auggenbach sowie Haggn gebildet. 1818/1821 ging daraus die Gemeinde Gossersdorf hervor. Diese wurde im Zuge der Gebietsreform am 1. Mai 1978 in die Gemeinde Konzell eingegliedert.

### Einwohnerentwicklung
| Jahr                           | 1840 | 1861 | 1867 | 1871 | 1885 | 1900 | 1925 | 1939 | 1950 | 1961 | 1970 | 1987 |
| ------------------------------ | ---- | ---- | ---- | ---- | ---- | ---- | ---- | ---- | ---- | ---- | ---- | ---- |
| Einwohner Gemeinde Gossersdorf | 577  | 553  | 554  | 585  | 630  | 589  | 594  | 612  | 794  | 620  | 585  |      |
| Einwohner Dorf Gossersdorf     |      | 278  |      | 292  | 284  | 273  | 218  |      | 315  | 270  | 262  | 220  |

## Sehenswürdigkeiten
- Ehemaliges Schloss. Der zweigeschossiger Rechteckbau mit Halbwalmdach und Sockelgeschoss wurde 1793 über einem älteren Kern erbaut.
- Filialkirche St. Stephan. Die trapezförmige Anlage von 1660 wurde 2011 renoviert.

## Söhne und Töchter
- Engelbert Vischer (1647–1723), Abt des Klosters Aldersbach 1683–1705

## Bodendenkmäler
Siehe: Liste der Bodendenkmäler in Konzell

## Vereine
- Freiwillige Feuerwehr Gossersdorf
- Gartenbauverein Gossersdorf
- Landfrauen Konzell-Gossersdorf
- Verein der Freunde und Förderer der Stephanskirche in Gossersdorf
- Rotkreuz- und Jugendrotkreuzgruppe Gossersdorf
- Krieger- und Soldatenkameradschaft Konzell-Gossersdorf
- Kulturverein Johann Kaspar Thürriegl Gossersdorf